# Saudi Arabian Football Federation
Die Saudi Arabian Football Federation (SAFF) ist der im Jahr 1956 gegründete Fußballdachverband von Saudi-Arabien. Der Verband organisiert die Spiele der Fußballnationalmannschaft und ist seit Gründung Mitglied der FIFA und seit 1972 im Kontinentalverband AFC. Der Verband ist zudem seit 1974 Mitglied der Union of Arab Football Associations, seit 2010 der West Asian Football Federation.
Die Nationalmannschaft nahm an vier Weltmeisterschaften teil (Stand Juni 2016). Größter Erfolg des Verbandes war der Gewinn der U-16-Fußball-Weltmeisterschaft 1989 mit den U-17-Junioren.
Die höchste Liga für Vereinsmannschaften ist die Saudi Professional League, bei den Frauen die Saudi Women's Premier League.